# Quel meraviglioso desiderio
Quel meraviglioso desiderio (That Wonderful Urge) è un film del 1948 diretto da Robert B. Sinclair.
È una commedia a sfondo romantico statunitense con Tyrone Power, Gene Tierney e Reginald Gardiner. È un remake di L'amore è novità del 1937.

## Trama
Sara Farley, stanca di leggere un sacco di articoli scritti su di lei dal giornalista Thomas Jefferson Tyler, annuncia di essere sua moglie. A questo punto l'uomo perde credibilità e lavoro ma decide di volgere la situazione a suo vantaggio.
Il reporter Thomas Jefferson Tyler ha scritto una serie di molto popolari articoli scandalistici (il cui contenuto è probabilmente inventato – ma forse con un qualche fondo di verità) sull'ereditiera Sara Farley - proprietaria di una catena di supermercati - che ne rimane profondamente irritata. Un giorno, in una nota località sciistica, Sara fa la conoscenza di un altro giornalista di una piccola testata locale, un giovane dal curioso nome di Tom Thomas: fra i due nasce un'attrazione reciproca, e Tom la convince a raccontargli la verità sulla propria vita, in modo che egli possa pubblicare finalmente un articolo veritiero sulla ragazza, smentendo così le inappropriate insinuazioni di Tyler e restituendo nella presunta giusta dignità la figura della giovane.
L'irritazione di Sara, invece, giunge alle stelle quando ella scopre che Tom Thomas non è altri che Thomas Tyler stesso, sotto falso nome – Tyler che era inizialmente alla ricerca di nuovo materiale di prima mano per alimentare il gossip. Indignata per l'inganno a cui è stata sottoposta, Sara non trova miglior strumento di vendetta che quello di dichiarare alla stampa – e all'opinione pubblica tutta, sempre assetata di pettegolezzo – di aver recentemente sposato Tyler. Per quanto strana questa mossa possa sembrare, si rivela efficace: Tyler viene licenziato dal direttore del giornale (che ritiene Tyler un imbroglione), la sua fidanzata Jessica evidentemente se ne risente, e l'intera sua vita cambia per il peggio: il presunto matrimonio trascina con sé una serie di conseguenze spiacevoli per Tyler, alle quali egli non riesce a sottrarsi. Egli infatti non riesce a dimostrare di non essere il marito di Sara: i documenti relativi al presunto matrimonio vengono a mancare, ed ulteriori vicissitudini complicano la situazione.
Alla fine la questione viene portata in tribunale: Sara stessa, anch'essa esasperata – il desiderio di rivalsa su Tyler ha avuto conseguenze ormai insopportabili - chiede l'annullamento del "matrimonio", il che combacia con l'intento di Tyler. Ci sono "ragioni, motivazioni essenziali (grounds)", dice il giudice (che è convinto che i due siano marito e moglie), per procedere in tal senso: ovvero le due parti "non hanno convissuto come marito e moglie", il che pare essere condizione sufficiente per annullare l'unione.
Inaspettatamente, al termine dell'udienza, Tyler – innamorato di Sara, e probabilmente corrisposto - confida al giudice di non voler più divorziare da Sara. Ai termini di legge, l'unica giustificazione – a detta del giudice – sarebbe quella di "rimuovere la motivazione essenziale".
Tyler si fa trovare nella camera da letto di Sara, quella sera, ed entrambi cooperano nel rimuovere la motivazione essenziale.
Di Jennifer – che pure aveva seguito con trepidazione le alterne vicende di Tyler ed il processo - non si sa più nulla.

## Produzione
Il film, diretto da Robert B. Sinclair su una sceneggiatura di Jay Dratler, Fred Kohlmar, Philip Dunnem e John Lee Mahin e un soggetto di William R. Lipman e Frederick Stephani, fu prodotto da Fred Kohlmar per la Twentieth Century Fox Film Corporation e girato nei 20th Century Fox Studios a Century City, Los Angeles, California, da fine marzo a fine maggio 1948.

## Distribuzione
Il film fu distribuito con il titolo That Wonderful Urge negli Stati Uniti dal 20 novembre 1948 al cinema dalla Twentieth Century Fox.
Altre distribuzioni:
- in Svezia il 23 maggio 1949 (Jag älskar dig, usling!)
- in Finlandia il 28 ottobre 1949 (Etusivun sensaatio)
- in Portogallo il 16 febbraio 1950 (Escândalo na Primeira Página)
- in Spagna il 20 febbraio 1950 (Ese impulso maravilloso)
- in Danimarca il 12 maggio 1950 (Jeg hader dig, elskede)
- in Austria il 5 maggio 1951 (Das gewisse Etwas e Ich heirate dich doch)
- in Germania Ovest il 29 settembre 1953 (Das gewisse Etwas e Ich heirate dich doch)
- in Austria nel dicembre del 1953 (redistribuzione)
- in Brasile (Escândalo na Primeira Página)
- in Brasile (Esse Impulso Maravilhoso)
- in Brasile (Impulso Irresistível)
- in Francia (Scandale en première page)
- in Grecia (Paranomos symviosis)
- in Italia (Quel meraviglioso desiderio)

## Critica
Secondo il Morandini il film è "arguto, frizzante, superficiale".